# Eduardo Cañizares Navarro
Eduardo Cañizares Navarro (21 de abril de 1899 – Madrid, 5 de diciembre de 1980) fue un militar español. Tomó parte en la guerra civil española, durante la cual fue gobernador militar de Badajoz y mandó varias unidades. Posteriormente ejercería como gobernador civil de varias provincias.

## Biografía
Militar profesional, pertenecía al arma de infantería. El 19 de junio de 1932, ostentando el rango de comandante de infantería del Servicio de aviación, fue nombrado subgobernador del Sáhara español. Ejercería el cargo entre 1932 y 1933.
Tras el estallido de la Guerra Civil se unió a las fuerzas sublevadas. Llegó a ser nombrado gobernador militar de Badajoz, asumiendo el mando del regimiento de infantería «Castilla» n.º 3 con base en la capital pacense. Tras la partida del coronel Juan Yagüe, Cañizares asumió la responsabilidad de la represión franquista en Badajoz. En su cargo como gobernador llegó a disfrutar de una gran autonomía respecto a las autoridades franquistas en Sevilla. Amigo personal de Gonzalo Queipo de Llano, acabaría rompiendo con él debido a la gran autonomía que disfrutaba en su feudo personal de Badajoz.
Durante la contienda llegó a afiliarse a Falange. En abril de 1937 fue nombrado comandante de la División «Badajoz», luego renombrada como 21.ª División. Llegaría a alcanzar el rango de coronel. En el verano de 1938 su unidad sufrió una dura derrota durante los combates de la Bolsa de Mérida, siendo Cañizares destituido y procesado.
En 1948 fue nombrado Jefe del Servicio del Esparto.
Durante el franquismo ejerció como gobernador civil en Soria (1960-1963) y Granada (1963-1966).
Falleció en Madrid el 5 de diciembre de 1980.

## Vida privada
Estuvo casado con Matilde Valle Benítez.